# Kloster Mönchsroth
Das Kloster Mönchsroth ist ein ehemaliges Kloster der Benediktiner in Mönchsroth (Landkreis Ansbach) in Bayern in der Diözese Augsburg.

## Geschichte
Das St. Peter und Paul geweihte Kloster wurde durch Hermann und Adala von Leiningen zusammen mit Graf Diemo von Prozelten um das Jahr 1130 gegründet. Im 15. Jahrhundert kam es unter die Vogtei der Grafen von Oettingen. 1558 wurde das Kloster im Zuge der Reformation aufgehoben, die Güter vom Oberamt Mönchsroth der Grafschaft Oettingen verwaltet. Von der früheren Anlage ist außer der Klosterkirche nichts erhalten geblieben.